# Batavus

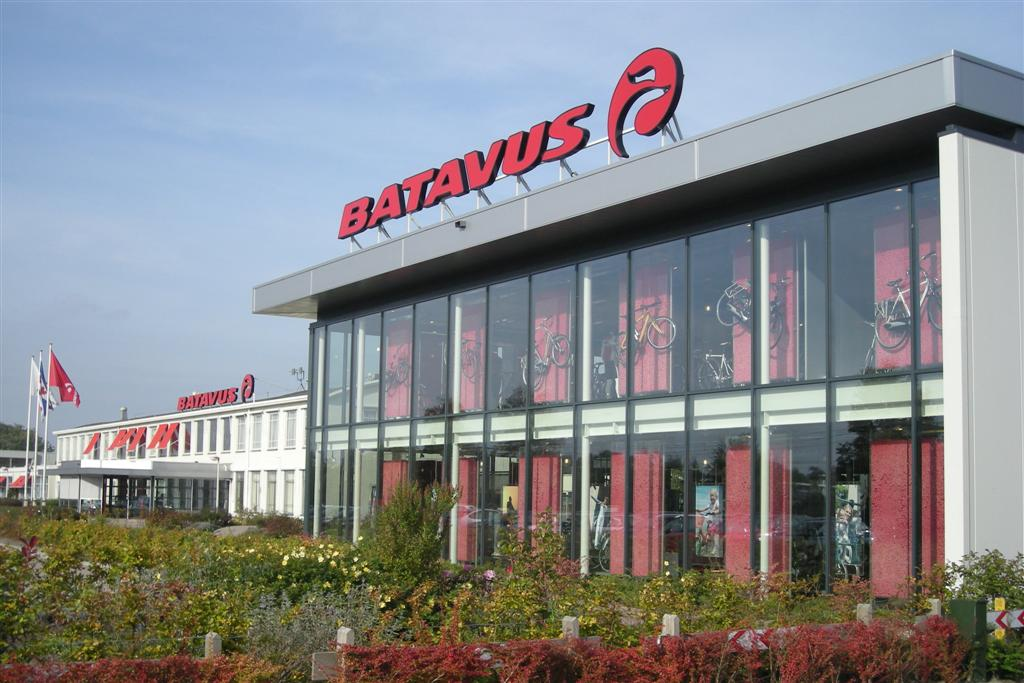
Hoofdkantoor van Batavus in Heerenveen

Batavus is een Nederlands fietsenmerk, dat in het verleden ook bromfietsen en motorfietsen produceerde.
Het bedrijf is gevestigd te Heerenveen. De algemeen directeur is Sten van der Ham.

## Oprichting
Batavus werd in 1904 te Heerenveen opgericht door Andries Gaastra en zijn vrouw Dientje als Rijwiel- en Motorenfabriek A. Gaastra, en werd later Batavus NV Rijwiel & Motorenfabriek, en Batavus Intercycle B.V. (1932-1986). Aanvankelijk werden er ook wekkers en naaimachines geproduceerd, maar later importeerde Gaastra fietsen van het Duitse merk Presto. De merknaam Batavus werd in 1909 gedeponeerd. Er werden toen al fietsen gemaakt.
In 1917 werd de rijwiel- en vijlenfabriek Harmsen en Nieuwenhuis uit Heerenveen overgenomen, inclusief het merk Phoenix dat werd doorverkocht.
In de eerste jaren gebruikt de heer Gaastra twee merknamen, Batafus en Batavus, naast elkaar. Waarom is niet duidelijk, maar beide namen worden tot 1923 als merknaam gevoerd.

## Motor- en bromfietsen

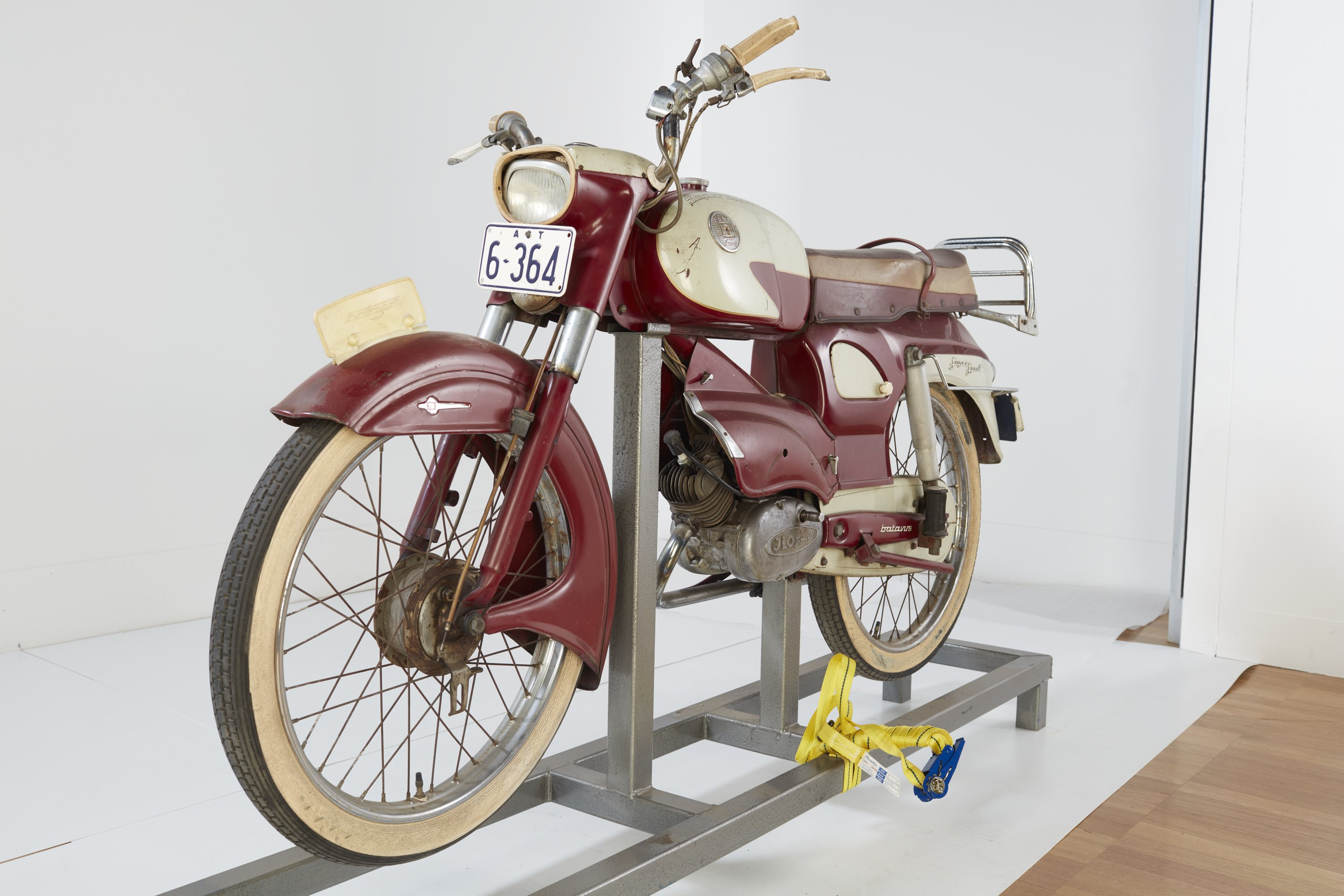
Batavus Bilonet G50 'Super Sport', circa 1960

De eerste eigen motorfiets werd gebouwd in 1932. Het was eigenlijk een fiets, met daarin een Sachs-motorblok. In de jaren dertig werden fietsen met hulpmotoren van Sachs en ILO gemaakt. Ook de lichte 120- en 125 cc motorfietsen hadden motorblokken van die merken.
In de Tweede Wereldoorlog werden alleen fietsen gemaakt en vanaf 1950 maakte Batavus alleen nog fietsen en bromfietsen met motorblokken van Itom, ILO en Sachs. Een bekende brommer uit de Batavusstal is het eerste type Batavus Whippet (1962) met enkele hoge uitlaat, uitmondend in twee dunne pijpjes, in 1963 opgevolgd door de Whippet met een tijgerprint op de buddyseat en een dubbele uitlaat. Uiteindelijk bouwde Batavus nog slechts 49 cc brom- en motorfietsen met Sachs- of Tomos-blok. De bromfietsen met ILO-motor kregen vanaf het begin van de jaren vijftig allemaal de aanduiding "Bilonet" naast de echte type-aanduiding. Een raadselachtige naam, die voortkwam uit "Batavus met ILO, een NET ding".
Vanaf de jaren zeventig werden motorblokjes van Anker-Laura en Sachs gebruikt. Vanaf modeljaar 1984 leverde Batavus in Nederland geen bromfietsen meer, maar ze werden nog wel in Duitsland, Oostenrijk en Zwitserland verkocht via postorderbedrijven. Batavus wees een samenwerkingsvoorstel van Yamaha af, en nam Magneet, Fongers en Germaan over.

## Faillissement
In 1986 ging Batavus failliet. Het bedrijf werd overgenomen door de Atag Cycle Group. Eind jaren negentig werd Batavus opgenomen in de Accell Group.

## Fiets van het Jaar
In 2001 werd de Batavus M'Pact, een hi-end vakantiefiets, gekroond tot 'Fiets van het Jaar'.
In 2007 behaalde Batavus wederom de prestigieuze titel. Tijdens de FietsVAK 2007 in het Autotron te Rosmalen werd de Batavus Adagio NuVinci uitgeroepen tot 'Fiets van het Jaar 2007'. De Adagio NuVinci dankte de prijs aan twee innovaties: een traploze versnellingsnaaf van het type NuVinci en het geïntegreerde achterslot. Beide onderdelen wonnen tevens een Innovation Award.
Op de FietsVAK 2013 in de RAI Amsterdam werd de Batavus San Remo uitgeroepen tot 'Fiets van het Jaar'.
In 2015 is de Batavus Zonar uitgeroepen tot 'Fiets van het Jaar'.

## Schaatsen
In 1932 ging Batavus onder de naam Batavus Schaatsenfabriek NV ook schaatsen maken, om de werknemers in de wintermaanden aan het werk te houden. In 1955 stopte de productie van schaatsen, maar tot 1975 werd de restpartij nog verkocht door Zandstra.